# River Windrush
River Windrush är ett vattendrag i Storbritannien.   Det ligger i riksdelen England, i den södra delen av landet, 90 km väster om huvudstaden London.